# Johannisloge

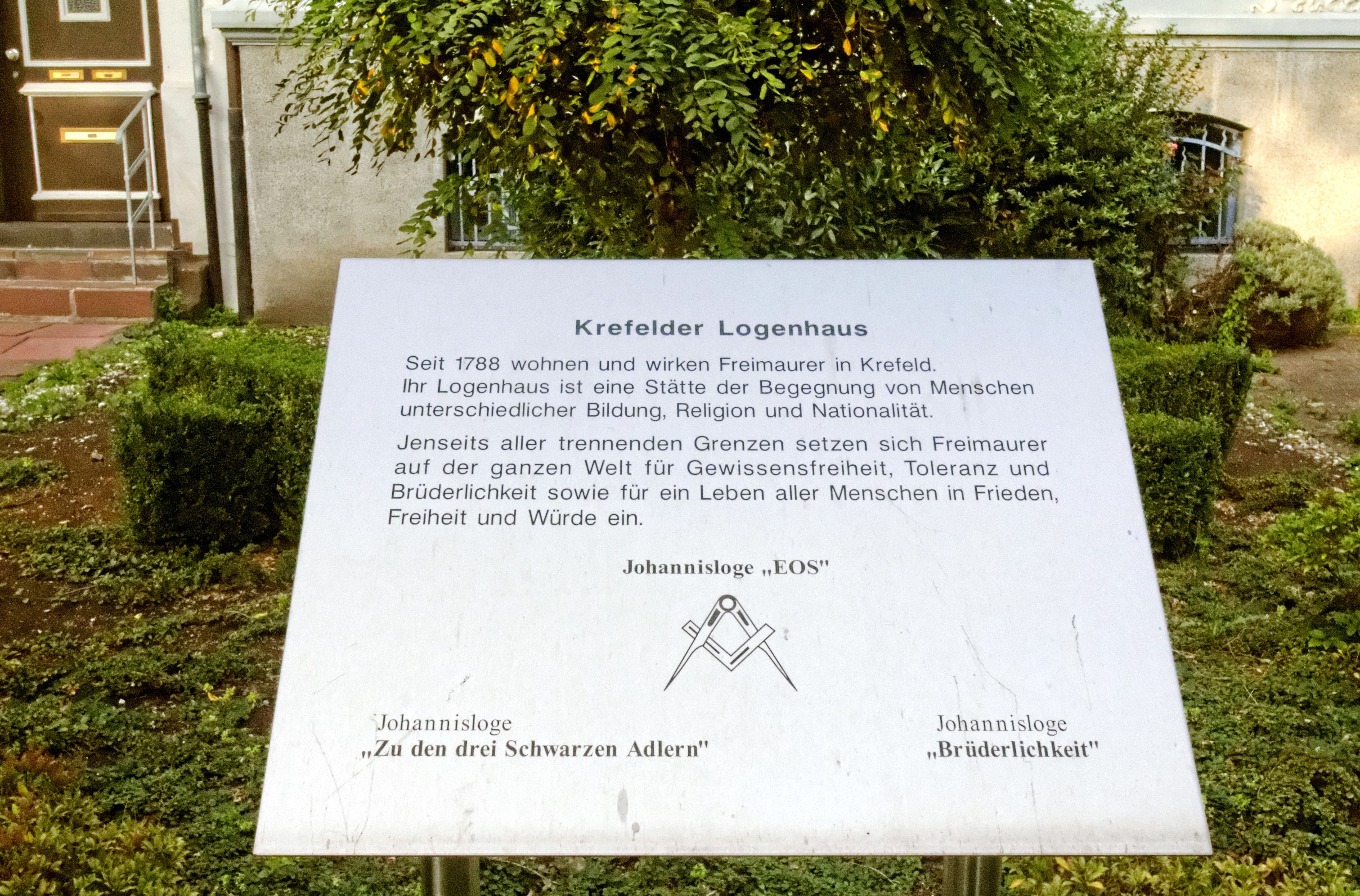
Tafel Johannisloge Krefeld

Johannisloge ist die Bezeichnung für Freimaurerlogen, die ihre Lehrinhalte in drei Graden (Lehrling, Geselle, Meister) im Sinne der Alten Pflichten von 1723 vermitteln. Alle Freimaurer verstehen sich, unabhängig von ihrem Grad oder ihren Aufgaben, als gleichberechtigte Brüder und treffen Entscheidungen ihrer Loge demokratisch. Besonders in kontinentaleuropäischen Logen gehört der Vortrag (so genannte Zeichnung) über freimaurerische oder andere Themen zur Tempelarbeit, jedoch kann die rituelle Arbeit in verschiedenen Formen erfolgen. Grundsätzlich gibt es auch Logen, die ausschließlich Hochgrade bearbeiten, also Grade für den dritten Grad des Meisters hinaus. Diese Hochgrade sind aber immer als Zusatz zu verstehen, denn die Mitgliedschaft in einer Johannisloge bleibt immer obligatorisch.
Die symbolische Grundfarbe ist seit 1745 Blau. Der Schutzpatron dieser Logen ist Johannes der Täufer und ihr Fest der Johannistag, der auch der höchste Festtag der Johannislogen ist. In Schottland bezogen sich die alten Logen auf St. Johannes den Evangelisten und führten dessen Namen zur Bezeichnung ihrer Arbeitsweise. Dort gibt es daher den Gattungsbegriff „St. John’s Lodge“ im Gegensatze zur Einzelloge „Lodge St. John“ (Johannisloge und Loge zum Heiligen Johann).

## Liste von Johannislogen
- Anna Amalia zu den drei Rosen in Weimar
- Am rauhen Stein in Hamburg[1]
- Augusta in Sprottau
- Balduin zur Linde in Leipzig
- Boanerges zur Bruderliebe in Hamburg
- Carl zum Felsen in Hamburg-Altona
- Dithmarsia in Brunsbüttel
- EOS in Krefeld
- Friedrich Wilhelm zur gekrönten Gerechtigkeit in Berlin
- Friedrich der Große -o- Prometheus in Berlin
- Friedrich Wilhelm zur Liebe und Treue in Demmin[2]
- Hercynia zum flammenden Stern in Goslar
- Johannes zum wiedererbauten Tempel in Ludwigsburg
- Licht am Stein in Stuttgart[3]
- Licht und Wahrheit in Hamburg
- Louise zur Unsterblichkeit in Meseritz[4]
- Logenhaus St. Johannisloge Georg zur wahren Treue in Neustrelitz
- Porta Patet Cor Magis in Walkenried/Südharz
- Rugia zur Hoffnung in Putbus auf Rügen[5]
- Stern am Solling in Holzminden
- St. Johanneslogen St. Olaus til de tre Søiler in Oslo
- Urania zur Eintracht in Bützow
- Victoria zur Morgenröthe in Hagen
- Zu den drei Schwertern und Asträa zur grünenden Raute in Dresden
- Zum wiedererbauten Tempel der Bruderliebe in Worms
- Zum flammenden Schwert in Darmstadt
- Zum golden Apfel in Eutin
- Zum Leuchtturm an der Ostsee
- Zum Rothen Adler in Hamburg
- Zum Todtenkopf und Phoenix in Königsberg
- Zur alten Linde in Dortmund
- Zur Bruderliebe an der Nordsee in Husum[6]
- Zur Eintracht in Berlin
- Zur Eule auf der Warte in Eilenburg
- Zur gekrönten Unschuld in Nordhausen[7]
- Zur grünenden Tanne in Bad Harzburg[8]
- Zur Weltbruderkette in Lübeck[9]
- Zur Weltkugel in Lübeck